# Tìm hành tinh khác
Tìm hành tinh khác là đĩa đơn thứ 3 trong EP Một Triệu Năm Ánh Sáng của nữ ca sĩ kiêm sáng tác nhạc người Việt Nam Vũ Cát Tường hợp tác cùng rapper Onic - một nghệ sĩ trẻ chưa từng được biết đến. Single được ra mắt vào ngày 16 tháng 4 năm 2021 cùng video âm nhạc như một món quà dành tặng đến người hâm mộ của Tường. MV đã đạt được 2,3 triệu lượt xem sau 24 giờ phát hành và lọt vào top thịnh hành YouTube Việt Nam. Sau khi ra mắt, Vũ Cát Tường đã tiết lộ rằng rapper Onic đã kết hợp với mình trong ca khúc chính là em trai của cô.

## Bối cảnh ra mắt
Vào ngày 2 tháng 4 năm 2021, Vũ Cát Tường đã đăng một poster thông báo về việc comeback kèm với hashtag #THTK, ngay lập tức nhiều người hâm mộ đã dự đoán rằng Tường sẽ ra mắt video âm nhạc cho ca khúc Tìm hành tinh khác - track 2 trong EP Một Triệu Năm Ánh Sáng ra mắt vào năm ngoái của cô. Chỉ 1 ngày sau đó, Tường đã chính thức xác nhận rằng mình sẽ ra mắt video âm nhạc cho ca khúc Tìm hành tinh khác, MV sẽ được sản xuất bởi đội ngũ của Vector Presents - công ty mới do chính nữ ca sĩ thành lập để thay thế cho Công ty Hoàng Tử Bé cũ của mình. Ngày 11 tháng 4, nữ ca sĩ đã đăng tải teaser chính thức của MV lên kênh YouTube của mình, đoạn clip chỉ dài 23 giây đã hé lộ một vài hình ảnh, thể hiện rằng đây sẽ là một MV được đầu tư rất kỹ càng. Ngoài ra, poster của ca khúc cũng đã được đăng tải trên các nền tảng mạng xã hội, thông báo ngày ra mắt chính thức của MV là 16 tháng 4 năm 2021..

## Video âm nhạc
MV chính thức của Tìm Hành Tinh Khác đã được ra mắt vào 8 giờ tối ngày 16 tháng 4 trên YouTube.
Video âm nhạc đã được thực hiện tại Hồ Trị An, Đồng Nai và đã được hoàn thành chỉ trong 1 ngày quay hình. MV có màu sắc khá trầm cổ mang đậm chất indie với những bối cảnh vô cùng đơn giản như chiếc sô pha, bộ bàn ghế đặt dưới hồ nước,... Vũ Cát Tường đã đóng vai nam chính, diễn cùng người mẫu Lưu Kim Liên (thường được gọi là Đét) - một trong những người mẫu trẻ có sức ảnh hưởng trong giới underground.
MV mở đầu với hình ảnh chiếc sô pha đang bốc cháy dữ dội, báo hiệu về chuyện tình cảm của 2 người đang có nhiều bất cập và mâu thuẫn. Vũ Cát Tường xuất hiện trong bộ đồ màu trắng - khá giống với hình ảnh của cô trong MV Hành tinh ánh sáng, còn Đét lại xuất hiện trong bộ tóc màu cảm đầy độc đáo, đủ thể hiện lên sự tương phản ở tính cách của 2 người trong mối quan hệ.
Trong xuyên suốt video, nữ chính chỉ mải mê chơi đùa, nghịch ngợm với những món đồ vật xung quanh mà không để ý tới nam chính chỉ trầm ngâm ít nói. Với nam chính, nguồn sống và nơi mình có thể bộc lộ hết tâm tư tình cảm của mình chỉ là chiếc micro và sân khấu giản đơn, còn nữ chính thì lại rất hờ hững với nó. MV có rất ít cảnh 2 người cùng xuất hiện với nhau, và không hề có những cử chỉ thân mật hay hành động âu yếm như các cặp đôi bình thường hay làm. Tất cả điều này đều thể hiện rằng cặp tình nhân đang có những đổ vỡ khó chữa lành, cũng như sự buồn chán, thờ ơ và khó bày tỏ cảm xúc thật với nhau đang dần giết chết mối quan hệ này.
Ở đoạn cuối cao trào, khi 2 người ngồi cùng với nhau trên bộ bàn ghế, thì chiếc bàn đã bốc cháy dữ dội, đồng nghĩa với việc khi một bên muốn cả hai ngồi lại giải quyết những mâu thuẫn với nhau thì đều chỉ nhận lại được sự phẫn nộ, tức giận và không thể chịu đựng hơn được nữa.
Ở cảnh cuối cùng của MV, cả nữ chính và nam chính đều gặp nhau lần cuối, sau đó cả 2 rời đi theo hướng ngược lại nhau, điều này biểu hiện rằng chuyện tình này đã đi đến hồi kết, cả hai đều sẽ chia 2 ngã khác nhau để tìm lấy một hành tinh khác, một nửa kia khác để cảm thấy hạnh phúc hơn.
Đội ngũ thực hiện
Âm nhạc
- Sáng tác: Vũ Cát Tường
- Sản xuất âm nhạc: Vũ Cát Tường
- Hòa âm phối khí: Nguyễn Thanh Bình
- Mix: StillaD Tùng Dương

Video âm nhạc
- Đạo diễn: Lương Sơn
- A.D: Trung Phạm
- D.O.P: Dương Minh Thái
- Giám đốc mỹ thuật: Vân Lê
- Thực hiện bối cảnh: Ngọc Lan Team
- Quay phim: Thành Thinn
- Phụ máy: Liêm Nguyễn - Duy Nguyễn
- Diễn viên: Vũ Cát Tường - Lưu Kim Đét
- Dựng phim: SĐT
- Chỉnh màu: Tanjiro
- Quản lí dự án: Vector Presents
- Quản lí đối ngoại: Duy Lưu
- Quản lí truyền thông: Chu Nguyễn
- Trợ lí dự án: Trần Thị Thu Minh
- Sản xuất: Quỳnh Anh Quin
- Stylist: Trang nhẹ nhàng
- Trang phục: Datt - Luong Nghe Ky
- Makeup: Nghĩa Trọng Trần
- Nhiếp ảnh: Hà Trần Nhã Uyên
- Thiết kế poster: Minh Kha
- BTS: Đỗ Đức Thông
- Thiết bị: 7 Production
- Ánh Sáng: BK Light

## Thành tích
Với hình ảnh được đầu tư chỉnh chu, kỹ càng, mang đậm những ý nghĩa sâu sắc, MV Tìm Hành Tinh Khác đã đạt được 1.000.000 lượt xem chỉ sau 17 giờ phát hành, cũng như vượt mốc 2,3 triệu lượt xem chỉ sau 24 giờ ra mắt. Ngoài ra, video âm nhạc cũng đã đứng top 33 thịnh hành của YouTube Việt Nam và trở thành MV có thành tích lượt xem ngày đầu cao nhất của Vũ Cát Tường. Đến thời điểm hiện tại, MV đã đạt được hơn 4 triệu lượt xem.
Ngoài ra, chỉ sau 3 ngày ra mắt video âm nhạc, hashtag #TimHanhTinhKhac đã leo lên top 1 thịnh hành của Twitter Việt Nam.